# Rapator ornitholestoides
Il rapator (Rapator ornitholestoides Huene, 1932) è un dinosauro carnivoro, forse appartenente ai carnosauri. Visse alla fine del Cretaceo inferiore (Albiano, circa 105 milioni di anni fa) e l'unico resto fossile sinora rinvenuto è stato scoperto in Australia (Nuovo Galles del Sud).

## Classificazione
Questo dinosauro è conosciuto esclusivamente per un osso della mano sinistra, ritrovato nel 1905 nei pressi di Wollaston (zona di Lightning Ridge, Nuovo Galles del Sud). Il fossile, conservatosi in opale, era stato originariamente descritto come un primo metacarpale, ovvero un osso della mano, appartenente a un qualche genere di dinosauro carnivoro di media taglia. Friedrich von Huene, che descrisse il fossile nel 1932, ritenne che quest'osso appartenesse a un celurosauro simile a Ornitholestes (da qui l'epiteto specifico, ornitholestoides).
Successivamente Rapator è stato avvicinato variamente agli allosauridi, ai megalosauridi e infine agli abelisauridi; uno studio più recente (Holtz et al., 2004) ha ipotizzato che l'osso non fosse un metacarpale, ma la prima falange del primo dito della mano, appartenuta a un dinosauro teropode del gruppo degli alvarezsauridi. Questi erano dinosauri molto particolari, con caratteristiche simili a quelle degli uccelli e dotate di un grande dito della mano, ipertrofico e artigliato. Rapator, in questo caso, sarebbe stato un rappresentante gigante di questo gruppo, dal momento che gli alvarezsauridi erano lunghi in media circa 1,5 metri e Rapator, fatte le debite proporzioni, sarebbe stato lungo almeno 6 metri. Un'altra ipotesi ha visto Rapator come un parente del piccolo celurosauro Nqwebasaurus.
Con la scoperta di resti di teropodi australiani più completi (Australovenator), è parso chiaro però che Rapator fosse un grande carnivoro appartenente al gruppo dei Megaraptora, dinosauri teropodi simili ad Allosaurus ma dalle zampe anteriori modificate. I metacarpali di Australovenator e di Rapator, in effetti, sono molto simili e differiscono solo in piccoli dettagli; i due generi potrebbero addirittura essere sinonimi. La natura frammentaria di Rapator ha condotto altri studiosi (Agnolin et al., 2010) a considerarlo un nomen dubium.
In passato Rapator è stato posto in sinonimia con un altro teropode frammentario ritrovato nella stessa formazione, Walgettosuchus, ma dato che i reperti non sono comparabili (Walgettosuchus è basato su una vertebra caudale) non è chiaro se i due dinosauri fossero la stessa specie.

## Descrizione
Il metacarpale è lungo sette centimetri, ed è dotato di un processo dorsomediale prominente; questa caratteristica è condivisa con un piccolo teropode ben conosciuto, Ornitholestes, anche se in quest'ultimo caso il processo era meno prominente. All'estremità superiore è presente un solo cotile, per cui von Huene dedusse che quest'osso era un metacarpale; tuttavia, alcuni gruppi di celurosauri sono privi di un secondo cotile sulla prima falange. Le dimensioni dell'osso, se rapportate a quelle di Australovenator, fanno supporre che Rapator potesse raggiungere una taglia considerevole, intorno ai nove metri di lunghezza. 

## Significato del nome
Il significato del nome Rapator è problematico. Von Huene non diede alcuna spiegazione circa l'etimologia; nel latino classico non esiste la parola "Rapator", e si trova molto raramente solo nel latino medievale, con il significato di "violatore". Una possibile spiegazione è data dal fatto che von Huene, pensando alla parola ratina raptare ("cacciare"), ritenne che esistesse una parola del genere con il significato di "cacciatore". Un'altra possibile spiegazione è un errore di trascrizione della parola raptor ("ladro").